# The Affair at Raynor's
The Affair at Raynor's è un cortometraggio muto del 1912 diretto da Charles J. Brabin. È il quarto episodio del serial cinematografico What Happened to Mary?, considerato il primo serial della storia del cinema girato negli Stati Uniti.

## Trama
Mary trova un impiego nella ditta Raynor and Jones. Raynor, alla ricerca di una stenografa, è contento del suo arrivo, mentre Wilson, il suo impiegato di fiducia, suscita subito i sospetti di Mary. Wilson, in realtà, si trova in guai seri, avendo perso una fortuna in investimenti sbagliati. Adesso la sua unica speranza è quella di mettere le mani su una grossa somma che pensa di prendere in ufficio. Sapendo che il denaro in cassa viene portato ogni sera in banca mezz'ora prima della chiusura, con un trucco fa slittare l'ora convenuta, in modo che l'incaricato arriva quando la banca è ormai chiusa ed è costretto a riportare il denaro in ufficio. Raynor rimette l'incasso in cassaforte, usando una combinazione sicura il cui numero viene poi infilato nella tasca del cappotto. Wilson, però, aiutando il principale a indossarlo, fa cadere l'indumento a terra. Scusandosi, porta il cappotto nella stanza vicina con la scusa di spazzolarlo ma, in realtà, per rubare la combinazione che poi nasconde. Mary scopre il biglietto e, avendo capito il piano di Wilson, sostituisce il biglietto cambiandone la combinazione. Poi si scusa con Wilson per dover restare in ufficio fino a tardi, mentre l'uomo se ne va. La ragazza si prepara ad affrontarlo, munita di una rivoltella. Quando, qualche ora più tardi Wilson ritorna, Mary si nasconde: l'uomo cerca di aprire la cassaforte ma senza riuscirci. Approfittando di una momentanea assenza di Wilson, Mary riesce a telefonare al club di Raynor, avvisandolo di ciò che sta succedendo in ufficio. Poi si nasconde di nuovo, ma un suo rumore mette in allarme Wilson che la aggredisce. Riesce a tenerlo a bada per un po' con la rivoltella ma poi sta per cedere. Per fortuna arriva Raynor con suo fratello e la polizia. Il giorno dopo, il giovane Raynor, colpito dal coraggio dimostrato da Mary, convince suo fratello a mandare la ragazza in Europa come sua inviata in una missione diplomatica privata.

## Produzione
Il film fu prodotto dalla Edison Company.

## Distribuzione
Distribuito dalla General Film Company, il film - un cortometraggio in una bobina - uscì nelle sale cinematografiche statunitensi il 25 ottobre 1912.